# Подъячев, Иван Матвеевич
Ива́н Матве́евич Подъя́чев (ок. 1789, Чёрмоз, Соликамский уезд, Пермская губерния — октябрь 1850) — архитектор.

## Биография
Родился в посёлке Чёрмоз Соликамского уезда Пермской губернии. Дворовый человек Лазаревых. В 1790-х годах участвовал вместе с Ю. М. Фельтеном в строительстве Храма Иоанна Предтечи в усадьбе Лазаревых во Фряново.
Вольную получил в 1825 г. С 1835 г.  - свободный художник (звание присвоено Академией художеств). Затем служил архитектором и экономом в Армянском училище Лазаревых в Москве.
В северном Прикамье им была организована архитектурная школа при Чёрмозском заводе. Один из авторов проекта здания Института восточных языков (Армянское училище).
У него учились крепостные архитекторы Баканин, Н. Чернов, Ф. Чирков.
Иван Матвеевич умер в октябре 1850 года.

## Известные работы
- Храма Иоанна Предтечи во Фряново (1797)
- Собор Рождества Богородицы в Чёрмозе (1818)
- Строгановская и лазаревская конторы в Усолье
- Никольская церковь в Усолье (1813—1820)
- пятиглавая Рождество-Богородицкая церковь в Чермозе (1827—1829)
- Пятиглавая Всеволодская церковь в с. Сивинском (1837)
- Церковь в с. Пирогово
- Церковь в Юрическом
- Церковь в с. Богоявленском
- здание Института восточных языков